# 페리클레스

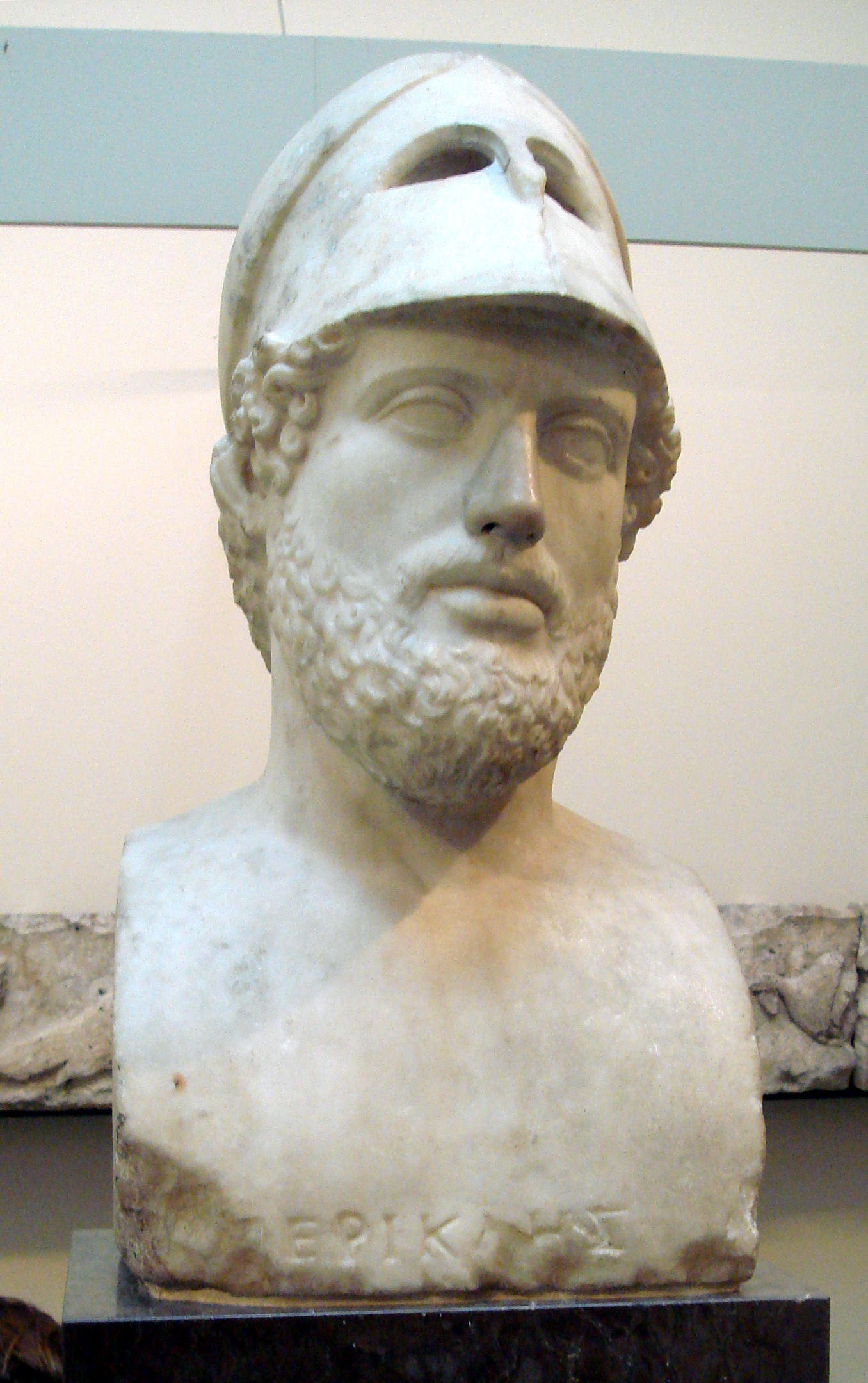
페리클레스 대리석 흉상. 조각가 크레실라스가 만든 것을 로마 시대에 모작한 것. 런던 대영 박물관.)

페리클레스(고대 그리스어: Περικλής, 영어: Pericles, 기원전 495년경 ~ 429년)는 고대 그리스 아테나이의 정치가이자, 웅변가, 장군으로 고대 그리스 역사상 가장 유명하고 영향력 있는 인물 가운데 하나이다. 그는 그리스-페르시아 전쟁과 펠로폰네소스 전쟁 사이에 아테네의 지도자로서 아테네의 황금 시대를 열었다. 페리클레스의 모계는 역사상 영향력있었던 알크마이오니다이 가문 출신이다.
페리클레스는 아테네 사회에 깊은 영향을 끼쳐, 당대 역사가 투키디데스는 그를 "아테네의 제1시민"이라고 칭하였다. 그는 델로스 동맹을 통해 아테네 제국을 세우고, 펠로폰네소스 전쟁 개전 후 2년 동안 아테네를 이끌었다. 그가 아테네를 지도하던 시기인 기원전 457년에서 429년사이를 "페리클레스의 시대"라고 한다. 페리클레스 시대는 아테네 민주주의의 절정기였다. 페리클레스 시대는 때로 더 이전인 그리스-페르시아 전쟁부터 다음 세기 이후까지 넓게 잡기도 한다.
페리클레스는 예술과 문학을 장려하였는데, 덕분에 아테네는 고대 그리스 세계의 교육과 문화의 중심지로 명성을 얻게 되었다. 그는 아크로폴리스에 파르테논 신전을 비롯한 건축물을 짓는 야심찬 계획을 추진하였고, 이 건물들은 아직까지 대부분 현존하고 있다. 페리클레스의 건축 계획은 도시를 꾸미고, 아테네의 영광을 드러내었으며, 인민에게 일거리를 제공하였다. 페리클레스는 귀족파에 맞서 민중파의 지지를 받아 아테네 민주주의를 육성하였다. 비판자들은 페리클레스를 대중 영합 정치가라고 불렀다.

## 성장
페리클레스는 기원전 495년 무렵, 아테나이 바로 북쪽의 콜라르고스 데모스에서 태어났다.

그는 정치가 크산팁포스의 아들로, 아버지는 기원전 485~484년 당시 도편 추방 되었다가 돌아온지 5년 만에 뮈칼레 전투에서 아테나이 부대를 이끌어 승리하였다. 페리클레스의 어머니 아가리스테는 유력 귀족 집안인 알크마이오니다이 가문 출신으로, 어머니의 인맥은 크산팁포스가 정계에 들어오는 데 중요한 역할을 하였다. 아가리스테는 시키온의 참주인 클레이스테네스의 증손녀이자, 아테나이의 개혁자 클레이스테네스의 조카딸이었다.
헤로도토스와 플루타르코스에 따르면, 아가리스테는 출산 전날 밤에 사자를 낳는 태몽을 꾸었다고 한다. 이 일화를 혹자는 사자를 전통적으로 위대함의 상징이라고 해석하는데, 한편으로 이 이야기는 페리클레스의 머리가 유난히 컸다는 점을 암시할 수도 있으며, 이 점은 당대 희극 배우가 즐겨 써먹던 우스갯거리가 되었다. 플루타르코스는 페리클레스가 큰 머리 때문에 늘 투구를 쓴 모습으로 묘사되었다고 주장하지만, 사실 투구는 그의 스트라테고스(장군) 직책을 나타내는 상징이었다.
페리클레스는 아카만티스 부족(Ἀκαμαντὶς φυλὴ)에 속하였다. 그는 어릴때 조용하고 내성적이었으며, 사람들 앞에 모습을 드러내기보다는 공부에 매진하기를 더 좋아하였다.
가족의 귀족 혈통과 부 덕분에 페리클레스는 좋아하던 공부에 전념할 수 있었다. 그는 당대의 대가에게서 음악을 익혔으며(다몬이나 퓌토클레이데스가 그의 교사였을 것이다.), 철학을 중시했던 최초의 정치가로 여겨진다. 그는 철학자 프로타고라스 엘레아의 제논, 아낙사고라스와 함께하길 즐겼다. 특히 아낙사고라스는 페리클레스의 절친한 친구가 되어, 그에게 큰 영향을 끼쳤다. 페리클레스의 사유 방식과 수사학의 카리스마는 어려울 때일수록 감정의 평정을 찾고 신적인 현상을 회의적으로 보라고 강조했던 아낙사고라스의 영향을 받았다. 페리클레스의 이름난 침착성과 절제 역시 아낙사고라스의 영향 덕분으로 여겨진다.

## 기원전 431년까지 정치 경력

### 정계 입문

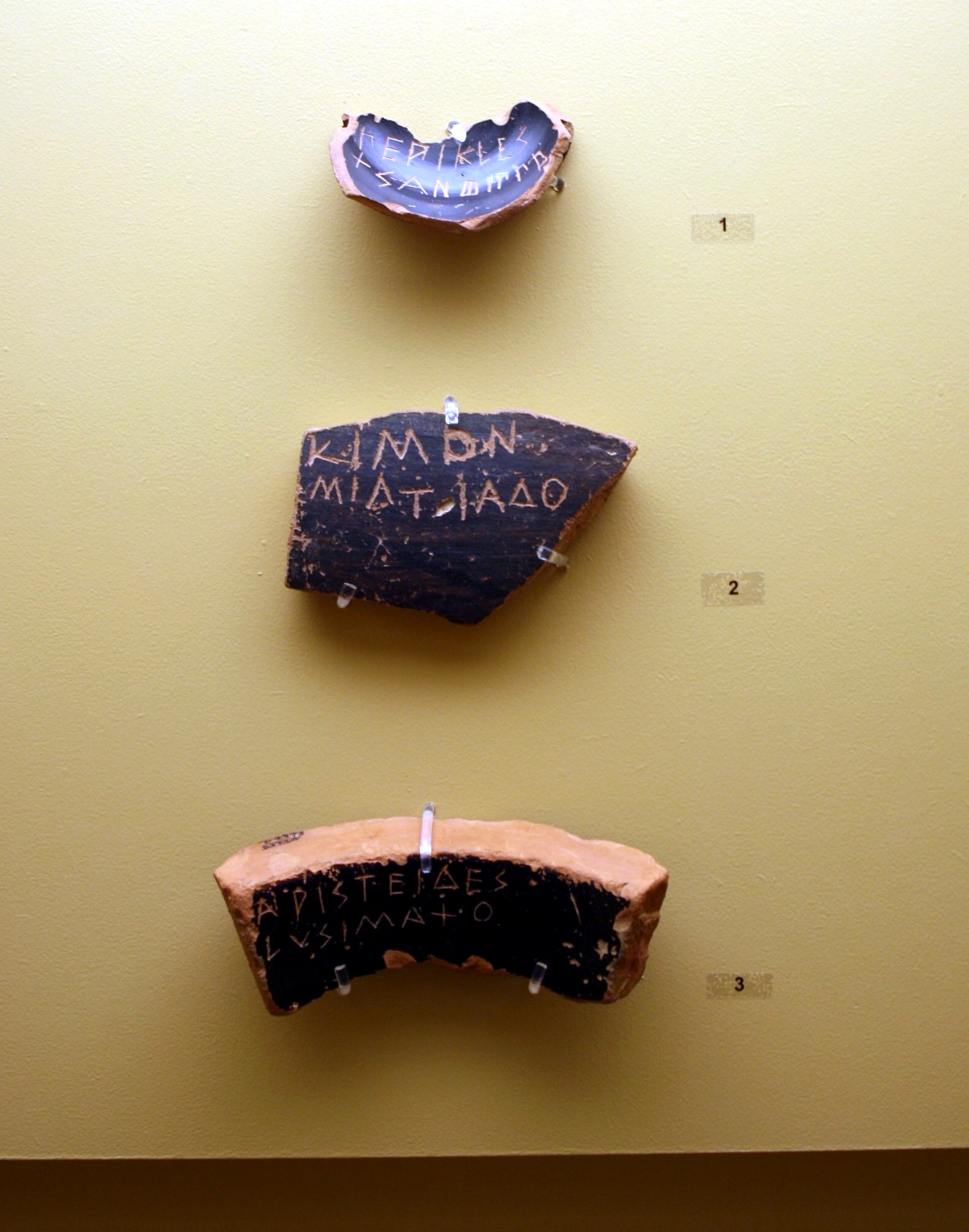
도편추방에 사용된 도자기 파편. 페리클레스, 키몬, 아리스티데스의 이름이 보인다.

기원전 472년 봄, 행정관이었던 페리클레스는 디오니소스 축제의 레이토우르기아(λειτουργία)로써 아이스퀼로스의 《페르시아인들》을 상연하여 자신이 당시 아테나이의 부자임을 과시하였다. 사이먼 혼블로워(Simon Hornblower)는 페리클레스가 살라미스 해전에서 테미스토클레스가 거둔 유명한 승리를 묘사하는 이 희곡을 선택한 까닭에 대해 키몬의 정파가 정적인 테미스토클레스를 도편 추방한 직후 집권하게 되자 젊은 정치가인 페리클레스가 테미스토클레스를 옹호하려고 했던 것이라고 분석하였다.
플루타르코스는 페리클레스가 40년 동안 아테나이의 일인자였다고 기록하였다. 이것이 사실이라면, 페리클레스는 기원전 460년대 초에 최고 지위를 얻었을 것이다. 집권하는 동안 페리클레스는 자신의 사생활을 보호하고자 하였으며, 자신이 동료 시민들의 모범으로 보이려고 하였다. 가령 그는 검소하게 처신하고자 종종 연회를 삼가하였다.
기원전 463년 페리클레스는 귀족파의 영수인 키몬을 기소하는데 앞장서 마케도니아에서 아테나이의 중요한 이익을 소홀히 하였다고 고발하였다. 키몬은 면소되었으나, 이 대결로 페리클레스의 주요 정적이 취약하다는 사실이 드러났다.

### 키몬을 도편 추방하다
기원전 461년경 민중파는 아테나이의 귀족들이 통제 아래에 있으면서 한때 아테나이의 가장 강력한 정치 기관이던 전통적인 평의회 아레이오스 파고스를 겨냥할 때라고 판단하였다. 민중파의 지도자이자 페리클레스의 조언자였던 에피알테스는 아레이오 파고스의 권한을 크게 약화시킬 것을 제안하였다. 민회는 강력한 반대 없이 에피알테스의 제안을 채택하였다. 이로서 아테나이의 모든 정치적 의사결정은 민회에서 이루어지게 되었고, 아레이오스 파고스의 역할은 사법 처리에 국한되었다. 이 개혁은 "급진적 민주정"의 새 시대가 펼쳐지는 신호탄이 되었다. 민중파는 점차 아테나이 정계에서 우세하게 되었으며, 페리클레스는 대중의 지지를 얻기 위해 대중영합적인 정책을 펴고자 한 것으로 보인다. 아리스토텔레스에 따르면, 페리클레스의 이러한 입장은 그의 주요 정적이던 키몬이 부유하고 관대하며, 아낌없이 자신의 재산을 나눠주어 대중의 신망을 지킬 수 있었다는 사실 때문이라고 한다. 그러나 역사가 로렌 J. 새먼스 2세(Loren J. Samons II)는 자신의 재산으로 충분히 정치적 명성을 얻을 수 있었던 페리클레스는 스스로 그런 선택을 하였다고 주장한다.
기원전 461년 페리클레스는 도편 추방을 이용하여 강력한 정적인 키몬을 제거하였다.스파르타에서 농노들이 반란을 일으키자 키몬은 스파르타를 지원하고자 하였고, 민중파의 입장에서 이는 아테나이를 배신한 것으로 여겨졌다.
키몬이 추방되자 페리클레스는 계속 대중영합적인 사회 정책을 폈다. 그는 처음으로 빈민들이 극장 공연을 무료로 관람할 수 있도록 하고, 국가가 입장료를 대는 법령을 제안하였다. 다른 법령을 통해 기원전 458~457년 그는 집정관직 선출을 위한 재산 기준을 낮추었으며, 457년 직후 얼마간 최고 법정(?λια?α)의 배심원으로 재직하는 모든 시민에게 후한 수당을 지급하였다. 그러나 그가 추진한 가장 논란이 많았던 법은 기원전 451년에 부모 양계가 모두 아테나이 출신인 사람에게만 아테나이 시민권을 제한한다는 법안이었다.
페리클레스를 비판하는 사람들은 그의 정책 때문에 아테네 민주주의가 점차 퇴보하였다고 여겼다. 하지만, 근대 그리스의 중요한 역사가인 콘스탄티노스 파파리요풀로스는 페리클레스가 모든 민주 제도의 확대와 안정을 꾀했다고 평하였다. 페리클레스는 혈통이 미천하다거나 재산이 적다는 까닭으로 막혀 있던 하층 계급의 정치 참여를 보장하는 법들을 입법하였다. 새먼스에 따르면, 페리클레스는 평민들이 아테나이가 그동안 이용하지 않은 힘의 원천이자, 군사적 패권의 중요한 요소로 여겼으며, 이들의 지위를 격상시킬 필요가 있다고 생각하였다. 테미스토클레스 시대부터 아테나이 패권의 뼈대를 이룬 해군 함대는 삼단노선의 노잡이 가운데 거의 전부를 하층 계급에서 충원하였다.
그러나 키몬은 더 이상 민주정이 발전할 여지가 없다고 생각하였다. 그는 민주정이 정점에 이르렀으며, 페리클레스의 개혁 때문에 대중영합주의가 막다른 길에 몰리게 되리라 확신하였다. 파파리요풀로스는 역사가 키몬의 손을 들어주었다고 보는데, 페리클레스가 죽은 뒤 아테나이는 정치적 혼동과 민중 선동의 나락으로 빠졌기 때문이다. 파파리요풀로스는 페리클레스의 대중영합 정책 때문에 아테나이의 영광이 쇠락하여 아테나이는 유례없는 침체기에 빠졌다고 주장한다. 다른 역사가인 저스틴 대니얼 킹(Justin Daniel King)은 급진적인 민주정이 인민 각자에게는 혜택을 주었으나, 국가에는 해악을 끼쳤다고 본다. 그러나 도널드 케이건(Donald Kagan)은 페리클레스의 민주정 정책이 튼튼한 정치의 주춧돌이 되었다고 주장한다. 결국 기원전 451년에 추방되었다 돌아온 키몬은 새로운 민주정을 받아들이고, 시민권법에 반대하지 않았다.

#### 제1차 펠로폰네소스 전쟁
페리클레스는 제1차 펠로폰네소스 전쟁 당시 처음으로 군사 활동에 나섰는데, 이 전쟁은 부분적으로는 아테나가 메가라와 아르고스와 동맹을 맺으면서, 스파르타가 반발하여 일어났다. 기원전 454년 그는 시키온과 아카르나니아를 공격하였다. 이때 그는 코린토스 만의 오이니아데아를 점령하려 하였으나 실패하고 아테나이로 돌아왔다. 기원전 451년, 키몬은 망명지에서 돌아와 페리클레스의 제안으로 스파르타와 5년 동안 휴전 협정을 맺었다고 하는데, 이 사건은 페리클레스의 국정 전략이 바뀌었음을 보여준다. 페리클레스는 펠로폰네소스 사람들, 페르시아 사람들과 계속 싸우는 와중에 키몬의 공이 컸음을 깨달았을지도 모른다. 그러나 앤서니 J. 포들레키(Anthony J. Podlecki)는 페리클레스가 입장을 바꾸었다는 주장은 고대 저자들이 "페리클레스의 변화에 대한 편파적인 옹호 시각"을 지지하기 위해 날조한 것이라고 주장하였다.
플루타르코스는 키몬이 정적들과 권력 분점을 약속하여, 페리클레스는 내정을 맡고, 키몬은 아테나의 군대 지휘관이 되어 해외 원정을 맡기로 하였다고 썼다.
기원전 450년 중반에 아테나 사람들은 이집트에서 일어난 페르시아 반란을 도와주려하다가 실패하여, 나일강 삼각주에 있는 페르시아 요새를 둘러싼 포위전이 질질 끌게 되었다. 이 작전은 거대한 재앙이 되어 포위군은 패배하여 궤멸하였다. 기원전 451~450년에 아테나이는 퀴프로스에 군대를 파병하였다. 키몬은 살라미스 해전에서 페르시아를 물리쳤으나, 기원전 449년에 병으로 죽었다. 페리클레스는 이집트와 퀴프로스 두 곳에 원정대를 보냈다고 한다.
그리스와 페르시아가 적대 관계를 종식했다는 칼리아스 화의는 당시의 상황을 더욱 복잡하게 하였다.  이 화의 조약이 실제로 이루어졌는지는 격렬한 논쟁거리이며, 상세한 내용과 협상에 대해서도 모호하다.
기원전 449년 봄, 페리클레스는 회의법을 제안하여, 페르시아인들이 파괴한 신전을 재건하는 문제를 놓고 모든 그리스 국가들이 모인 회의가 열렸다. 이 회의는 스파르타의 태도 때문에 실패하였으나, 페리클레스의 진짜 의도는 명확하지 않다. 일부 역사가들은 그가 모든 그리스 도시가 참여하는 연합체같은 것을 구성하길 원했다고 보며, 또는 그가 아테나이의 수위권을 주장하고자 하였다고 생각하기도 한다.
제2차 신성 전쟁 중에 페리클레스는 델포이로 아테나이 군대를 이끌어 신탁을 통해 포키스에 대한 자신의 주권을 회복하였다. 기원전 447년, 페리클레스는 그가 벌인 원정 가운데 가장 찬탄을 받는 작전으로 트라케의 갈리폴리반도에서 오랑캐를 몰아냈는데, 이 지역에 아테나이의 식민지를 세우기 위해서였다. 그러나 이때 아테나이는 자국 동맹국(사실은 동맹국이 아닌 종속국)들의 수 차례 반란으로 크게 도전받았다. 기원전 447년 테바이의 과두 지배자들은 민주정파를 겨냥해 음모를 꾸몄다. 아테나이는 즉시 이들을 넘겨줄 것을 요구하였으나, 코로네이아 전투 이후 페리클레스는 전쟁 포로를 돌려받기 위해 보이오티아 상실을 인정해야 하였다. 아테나이가 보이오티아를 잃으면서, 포키스와 로크리스도 지키기 어려워져 이내 적대적인 과두 지배자의 손아귀에 넘어갔다. 기원전 446년, 더 위험한 반란이 일어났다. 에우보이아와 메가라가 반란을 일으킨 것이다. 페리클레스는 군대를 이끌고 에우보이아에 진군하였으나, 스파르타 군대가 아티케를 침입하면서 회군해야 하였다. 비록 뇌물과 협상책을 쓴 덕분이긴 하지만 페리클레스는 당면한 위협을 가라앉혔으며, 스파르타 사람들은 본국으로 돌아갔다. 나중에 페리클레스가 공금 회계를 감사할 때, 10 탈란톤 지출이 충분히 확인되지 않았는데, 공문서에 이 돈이 "매우 중대한 목적"에 쓰였다고만 써있기 때문이었다. 그러나 감사관들이 보기에 이 "중대한 목적"(즉 뇌물)은 너무도 분명하여, 이들은 관청의 간섭을 받지도 않고 이 의문점을 따로 조사하지 않아도 지출 내역을 승인하였다. 스파르타의 위협이 사라지자 페리클레스는 다시 에우보이아로 진군하여 반란을 진압하였다. 그리하여 그는 재산을 잃은 칼키스의 지주들에게 엄한 징벌을 내렸다. 그런 가운데 아테나이 해군 삼단노선의 승무원을 도륙했던 이스티아이아 주민들은 고향에서 몰아내고 2,000명의 아테나이 정착민을 보냈다. 이 위기는 30년간의 평화(기원전 446년 겨울~ 445년)를 통해 공식적으로 끝나게 되었는데, 이때 아테나이는 기원전 460년부터 획득했던 그리스 본토에 대한 소유권과 이해를 상당부분 포기하고, 아테나이와 스파르타 모두 서로의 동맹국과 싸우지 않도록 합의하였다.

#### 보수파에 대한 마지막 싸움
기원전 444년, 보수파와 민주정파는 극심한 권력 투쟁을 벌였다. 보수파의 새로운 지도자인 야심가 투퀴디데스(이름이 같은 역사가 투퀴디데스와 다른 인물이다)는 페리클레스가 추진하던 건설 계획에 돈을 쓰는 데 비판하며 그의 낭비를 고발하였다. 처음에 투퀴디데스는 지지를 얻고자 민회를 선동하려 하였으나, 민주정파의 영수인 페리클레스가 일어나 보수파를 제압하였다. 페리클레스는 결연히 답하기를, 자신의 재산으로 모든 건설 비용을 상환하겠노라고 제안하였으며 그 조건으로 자신의 이름으로 봉헌 비문을 세울 것이라고 말하였다. 그의 태도는 박수와 함께 환영받았으며, 투퀴디데스는 예상치 못한 패배를 당하였다. 기원전 442년, 아테나이의 인민들은 투퀴디데스를 10년간 도편 추방하고, 페리클레스는 다시 아테나이 정계의 1인자가 되었다.

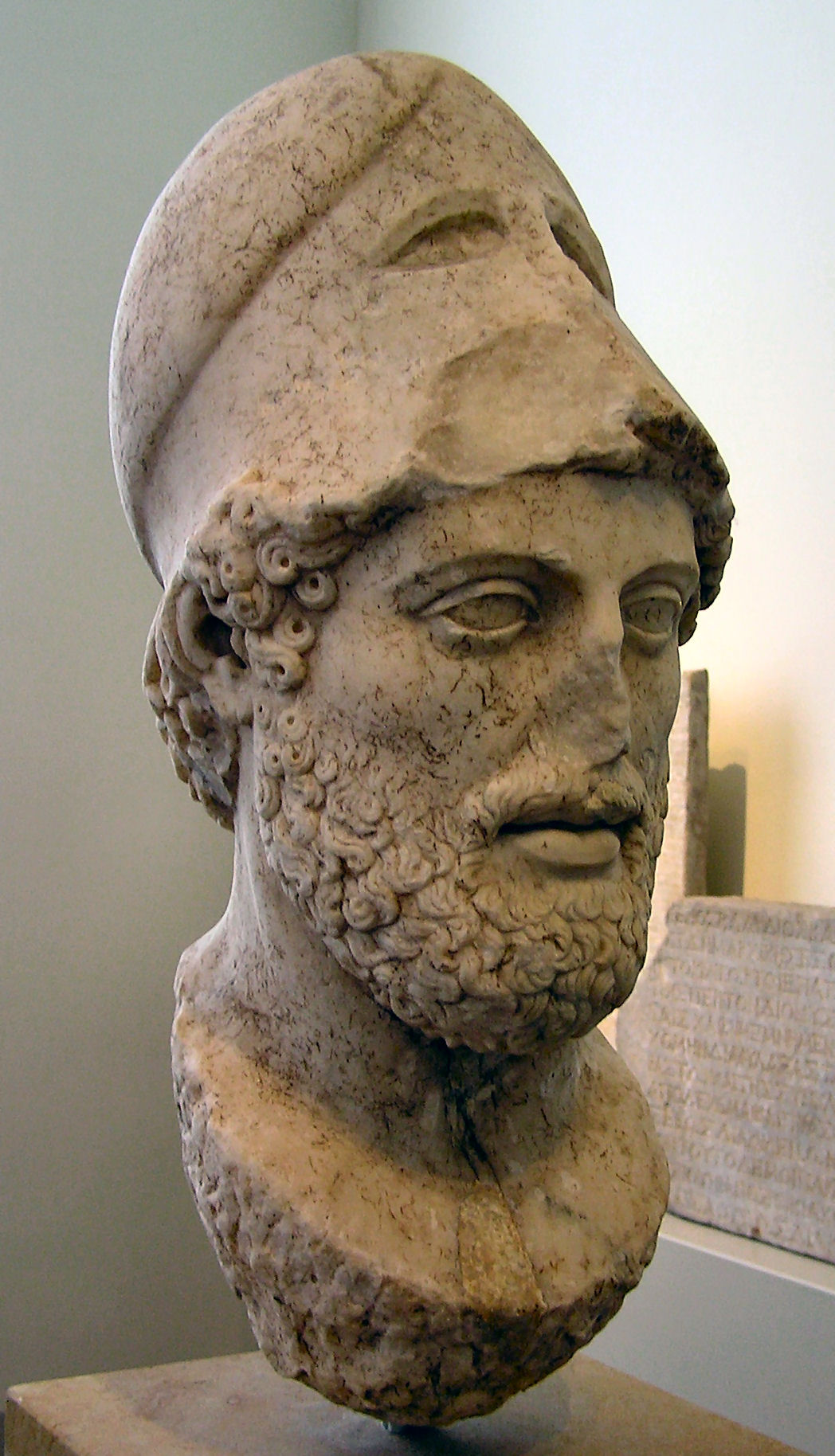
크레실라스의 것을 모방한 페리클레스 흉상. 베를린의 알테스 박물관.

#### 아테나이의 동맹 지배
페리클레스는 아테나이가 안정적으로 동맹국들을 지배하고, 그리스에서 자국의 수위권을 강화하고자 하였다. 일반적으로 델로스 동맹이 점차 아테나이 제국으로 변질되는 과정은 페리클레스 시대 전부터 시작된 것으로 여겨지는데, 동맹의 여러 구성국들이 동맹 함대에 승무원을 충원하는 대신 아테나이에 공납을 바치게 되었으나 동맹 체제의 변질은 더욱 속도가 붙어 페리클레스의 정책으로 정점에 이르렀다. 아테나이가 이집트에서 패배하면서, 에게해에 대한 아테나이의 패권이 도전받고, 밀레토스나 에뤼트라이같은 여러 도시들이 반란을 일으키면서, 델로스 동맹이 아테나이 제국으로 변하는 마지막 단계가 촉발되었다. 이집트와 뒤이은 반란에서 패전한 뒤 델로스 섬에 있던 동맹의 금고가 정말 위험했기 때문인지 혹은 금고를 통제한다는 구실로 기원전 454년~453년에 아테나이는 동맹 금고를 아테나이로 옮겼다. 기원전 450년~449년에 이르러 밀레토스와 에뤼트라이의 반란은 진압되고, 아테나이는 다시 동맹국에 대한 지배를 회복하였다. 기원전 447년경, 클레아르코스는 모든 동맹국에 대하여 아테나이의 은화와 형량 단위를 적용하는 화폐 칙령을 제안하였다. 이 칙령 내용 가운데 매우 엄격한 한 규정을 보면, 화폐 주조 작업에서 남은 것은 특별 기금으로 들어가며 이를 다른 데다 쓰자고 제안하는 자는 사형에 처할 수 있게 한다는 것이 있다.
페리클레스가 자신의 야심찬 건설 계획을 실행하기 위해 필요한 돈은 바로 이 동맹 금고에서 나왔는데, 그 건설 계획은 "페리클레스의 아크로폴리스"에 집중되어 프로퓔라이아, 파르테논 신전, 그리고 페리클레스의 친구인 페이디아스가 조각한 아테나 황금상 등이 있었다. 기원전 449년 페리클레스는 아테나이 신전을 대대적으로 재건하는 데 9,000 탈란톤을 쓸 수 있게 하는 칙려을 제안하였다.

#### 사모스 전쟁
사모스 전쟁은 펠로폰네소스 전쟁 직전에 일어난 중요한 전쟁이었다. 페리클레스는 사실상 아테나이의 지배자로서 영향력이 대단하였으나, 공식적으로는 임기 1년의 장군직만 보유했으며, 투퀴디데스가 도편 추방된 뒤 다시 장군으로 선출되었다. 기원전 440년, 사모스는 뮈칼레 기슭에 있는 이오니아의 고대 도시인 프리에네의 지배권을 놓고 밀레토스와 전쟁을 벌이고 있었다. 전황이 악화되자, 밀레토스 사람들은 아테나이로 가서 사모스에 대한 자신들의 입장을 주장하였다. 아테나이는 양측이 전쟁을 멈추고 이 문제를 자신들의 중재에 맡기도록 명령하였으나, 사모스 사람들은 거부하였다. 그러자 페리클레스는 "밀레토스인과 싸우지 않도록 명령하였으나, 이에 응하지 않은 사모스 사람 때문에"  사모스에 군대를 보내는 법령을 통과하였다./e/ 해전에서 페리클레스와 다른 아홉 장군들이 이끄는 아테나이 군대는 사모스 군대를 무찔러 자신들이 원하는 대로 섬을 통치하게 되었다. 사모스가 아테나이에 반란을 일으키자, 페리클레스는 여덟 달 동안 지난한 공성전 끝에 반란군에 항복을 강요하였는데, 오랜 공성전으로 아테나이 선원들의 불만을 샀다. 페리클레스는 뷔잔티온에서 일어난 반란을 진압하고 아테나이로 귀환화는 길에 원정군 전몰자 추도 연설을 하였다.
기원전 438~436년 사이에 페리클레스는 폰토스의 아테나이 함대를 이끌어 이 지역 그리스 도시들과 우호 관계를 맺었다. 페리클레스는 아테나이의 요새화(기원전 440년경 "중간 성벽" 건설)와 같은 내부 사업에도 관심을 기울였으며, 안드로스, 낙소스, 투리이(기원전 444년), 암피폴리스(기원전 437~436년) 등에 클레루키아(특별 식민지)를 설치하였다

#### 정치 공세

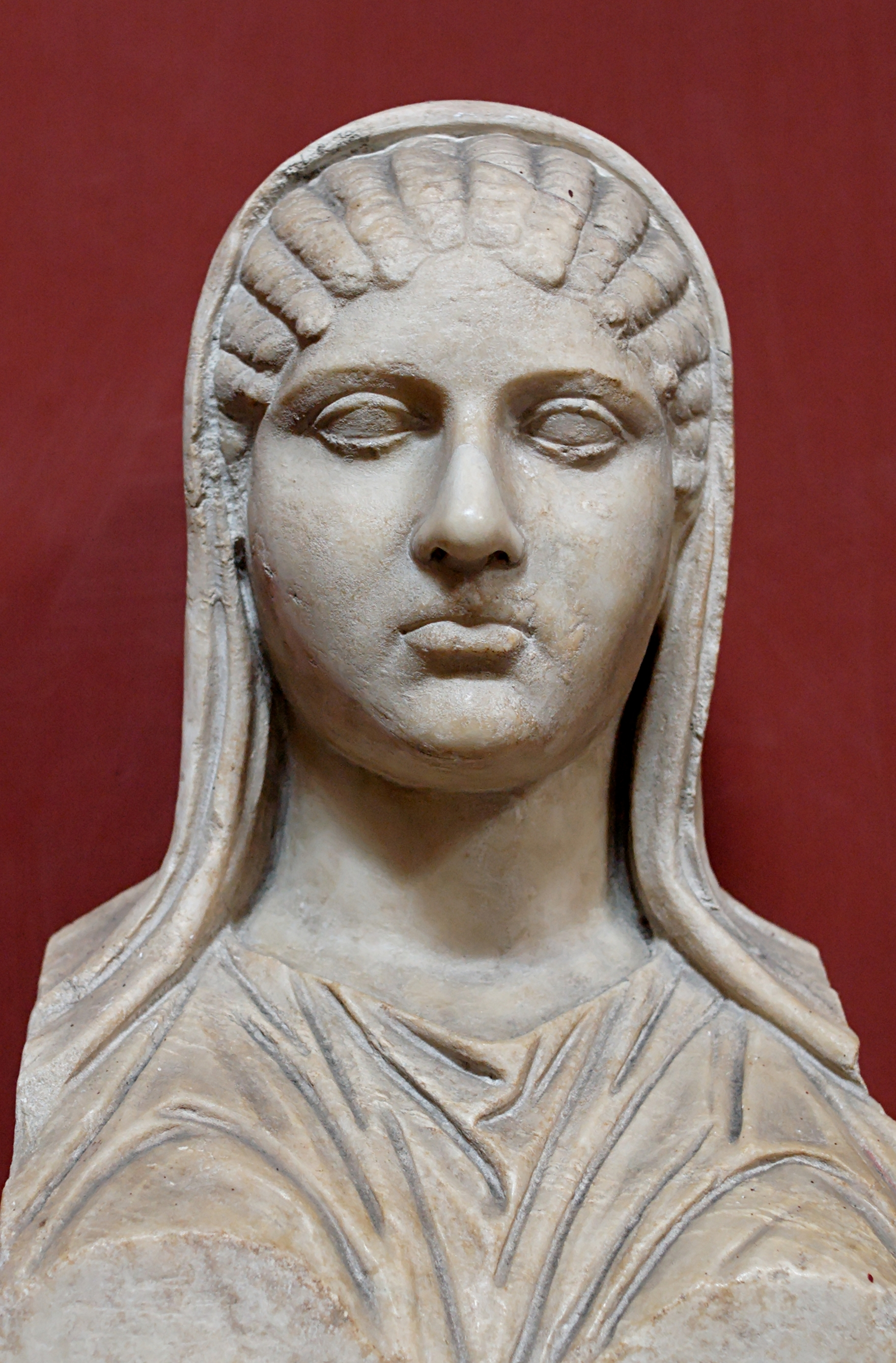
페리클레스의 친구였던 밀레토스의 아스파시아. (기원전 469년경 ~ 406년)

아테나이의 민주정 체제에서는 최고 지도자가 절대 권력자가 아니었으므로 페리클레스와 그의 측근들도 정치 공세를 피할 수 없었다. 펠로폰네소스 전쟁이 터지기 직전에 페리클레스와 두 최측근 그리고 페이디아스와 아스파시아는 일련의 정치 공세와 법정 다툼에 휘말렸다.
페리클레스의 모든 건설 계획을 담당한 바 있는 페이디아스는 아테나 상에 쓸 황금을 횡령했다고 고발당하였으며, 뒤이어 불경건으로 또 고발당하였는데 그가 아테나 상의 방패에 아마존 전사의 전투를 새기는 작업을 할 당시 자기 자신처럼 보이는 머리 벗겨진 노인을 새겼으며 또 페리클레스와 매우 비슷한 사람을 아마존과 싸우는 전사로 새겨넣은 탓이었다. 페리클레스의 정적들은 페이디아스에 불리한 또 메논이라는 사람의 거짓 위증도 찾아냈다.
좌담가이자 조언가로 유명했던 여성 아스파시아는 페리클레스의 성욕을 만족하고자 아테나이 여성을 타락시켰다고 고발당하였다. 아스파시아는 아마 헤타이라이며, 유곽을 운영했던 것으로 보이는데, 오늘날 학자들은 이런 주장의 사실 여부를 놓고 논란을 벌이고 있다. 아스파시아에 대한 고발은 근거 없는 중상모략이었을테지만, 이 모든 것이 페리클레스에게는 괴로운 일이었다. 아스파시아는 페리클레스에 감정 표출을 거의 하지 않은 덕분에 면소되었으나, 친구 페이디아스는 감옥에서 죽고, 다른 친구인 아낙사고라스는 그의 신앙 문제로 민회의 공격을 받았다.
처음 이들이 기소된 이후 민회는 페리클레스에게 공금의 낭비와 서투른 지출에 대해 해명하도록 요구하여 그를 공격하였다. 플루타르코스에 따르면, 페리클레스는 다가오는 재판을 무척 두려워하여, 아테나이가 라케다이몬에 양보하지 않도록 하였다고 한다.

### 펠로폰네소스 전쟁
펠로폰네소스 전쟁의 원인에 대해서는 많은 논란이 있으나, 여러 고대 역사가들은 전쟁의 책임을 페리클레스와 아테나이에게 두었다. 플루타르코스는 페리클레스와 아테나이 사람들이 "일종의 오만함과 투쟁에 대한 사랑"이라는 이들의 교전 전술을 이행하여 전쟁을 촉발하였다고 믿는듯 하다. 투퀴디데스도 같은 암시를 하는데, 전쟁의 원인은 아테나이의 패권과 성장을 스파르타가 두려워했기 때문이라고 생각하였다. 그러나 그는 흔히 페리클레스의 옹호자로 여겨지는데, 투퀴디데스는 스파르타에 대한 편견으로 비판을 받았다. 

#### 전쟁의 서막

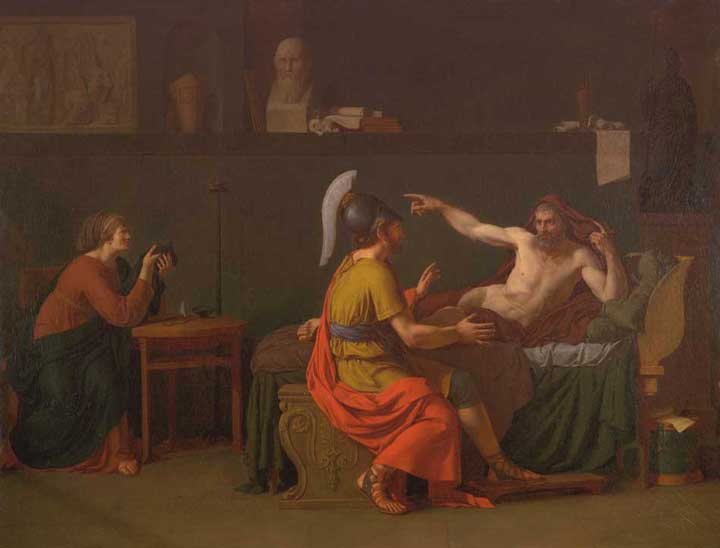
오귀스탱-루이 벨(1757–1841)이 그린 아낙사고라스와 페리클레스.

페리클레스는 아테나이의 패권을 공공연히 질시하던 스파르타와 전쟁을 벌이는 것은 원치 않더라도 피할 수 없다고 확신하였다. 그리하여 그는 코린토스와 싸우던 코르퀴라 함대를 지원하고자 주저 없이 코르퀴라에 군대를 보내었다. 기원전 433년, 아테나이와 코르퀴라의 함대는 코린토스 함대와 쉬보타 해전에서 대적하였으며, 이듬해 아테나이는 폰티다이아 전투에서 코린토스의 식민시 시민들과 싸웠는데, 이 두 전투로 코린토스는 오랫동안 아테나이를 향한 증오심을 키우게 되었다. 같은 시기에 페리클레스는 오늘날의 무역 봉쇄와 비슷한 조치인 메가라 법령을 제안하였다. 이 법령 조항에 따르면, 메가라의 상인들은 아테나이 시장과 아테나이 영향권 내에서 배제되었다. 이 금지 조치는 메가라의 경제를 옥죄었으며, 메가라의 동맹인 스파르타와 아테나이 사이의 불안한 평화에 긴장 국면이 조성되었다.
스파르타는 자국 동맹들과 상의한 끝에 아테나이에 대표단을 보내어, 메가라 법령을 철회하고 페리클레스를 비롯한 알크마이오니다이 가문을 즉각 추방하는 등 몇가지 양보를 요구하였으며, 그렇지 않을 경우 전쟁이 일어날 것이라고 위협하였다. 스파르타의 제안은 분명하게 아테나이 인민과 페리클레스의 대립을 일으키려는 것이었으며, 이런 상황은 실제로 몇 년 뒤에 일어나게 된다. 그때 아테나이 사람들은 망설이지 않고 페리클레스의 지시를 따랐다. 투퀴디데스가 자신의 입으로 전했던 첫 번째 전설적인 연설에서 페리클레스는 자신들이 군사적으로 강하므로 아테나이 사람들에게 적의 요구에 양보하지 말라고 충고하였다. 페리클레스는 "아테나이가 이 일로 양보를 하면, 스파르타는 분명 더 많은 요구를 들이댈 것"이라고 생각하여 일방적인 양보는 생각하지 않았다. 그리하여 페리클레스는 스파르타에 역제안을 했다. 메가라 법령을 철회하는 대신, 스파르타는 자국 영토에서 주기적으로 외국인을 추방하는 관습(크세넬라시아)를 버리고, 자국 동맹 도시의 자치권을 인정하라는 것이었는데, 아테나이의 요구는 스파르타의 패권 역시 무자비했음을 암시하고 있었다. 스파르타는 거부하였으며, 양측 모두 물너나려 하지 않자 전쟁을 준비하였다.

#### 개전 첫 해 (기원전 431년)
기원전 431년, 화의는 이미 불투명해진 상황에서 스파르타의 왕 아르키다모스 2세는 아테나이에 새로이 사절을 보내어 아테나이가 스파르타의 요구를 받아들이도록 요청하였다. 그러나 페리클레스는 스파르타인들이 이미 적대적인 군사 행동을 감행하였다면 스파르타 대표단을 맞아들이지 않겠다는 결의안을 통과시킨터라 이들은 아테나이에 진입하지 못하였다. 이때 스파르타 군대는 코린토스에 집결하여 이를 적대적인 행동으로 본 아테나이는 스파르타 사자를 받아들이지 않았다. 아르키다모스 왕은 마지막 협상 시도가 실패하면서, 아티케를 침공하였으나 아테나이인들을 찾을 수 없었는데, 스파르타의 전략이 아테나이 영토를 침범하여 유린하는 것임을 아는 페리클레스는 군대가 오기 전에 이미 청야 전술로 전체 주민을 아테나이 성곽 안으로 불러들였기 때문이었다.
인구가 밀집된 도성 안으로 페리클레스가 어떻게 아티케 주민들을 설득하여 불러 모았는지는 명확한 기록이 없다. 대부분의 성 밖 주민들에게 원래 살던 토지와 조상 대대로 이어진 성소를 버린다는 것은 이들의 상활 방식을 완전히 바꾸어야 한다는 의미였다. 그리하여 이들은 터전을 떠나는 데 동의하긴 하였으나 여러 농촌 주민들은 페리클레스의 결정을 그리 달가워하지 않았다. 페리클레스는 또 동포들에게 그들의 현재 일에 대해 조언을 하고 안심시켰는데, 만약 적들이 자신의 동장을 약탈하지 않는다면 자기 재산을 도시에 바치겠다는 것이었다. 그가 이런 약속을 한 까락은 자신의 친구였던 아르키다모스가 자신의 농장을 약탈하지 않고 지나갈 지도 모른다는 걱정했던 탓인데, 아르키다모스가 우애의 표시나 혹은 자신과 지지자들을 떼놓고자 정치적인 계산으로 그렇게 행동 할 수 있기 때문이었다.
아테나이인들은 적들이 자신들의 농장을 파괴하는 광경을 보면서 분노하였고 이내 간접적으로 자신들의 지도자에 불만을 드러내기 시작하였는데, 이들 가운데 많은 이들은 페리클레스가 자신들을 전쟁에 끌어들였다고 생각하였다. 압력을 받는 가운데도 페리클레스는 적에게 즉각 대응하자는 요구를 받아들이거나 당초 전략을 바꾸지도 않았다. 또 그는 민회 소집을 기피하였는데, 적들이 아무 저항도 받지 않고 농장이 약탈당하는 데 분노한 대중들이 경솔하게 전장에서 스파르타 군대와 맞서 싸우기로 결정할 지도 모른다는 우려 때문이었다. 교대로 임직하는 의장('프뤼타니에스')의 직권으로 민회가 소집되자 페리클레스는 민회의 계획을 통제할 공적 권한이 없게 되었으나 그가 프뤼타니에스의 존경을 받아 그가 원하는 대로 이들을 설득하기에는 무리가 없었다. 스파르타 군대가 아티케에 남아있는 가운데 페리클레스는 군함 100척의 함대를 펠로폰네소스반도 해안으로 보내어 약탈시키고, 기병대를 배치하여 아테나이 도성과 가까운 곳에서 약탈당한 농장을 지키도록 하였다. 적군이 물어나고 약탈이 끝나자, 페리클레스는 아테나이가 해군의 공격을 받는 경우를 대비하여 시 당국이 1,000 탈란톤과 배 100 척을 마련해 두도록 하는 법령을 제안하였다. 이 법령 가운데 가장 엄격한 조항은 만일 이 법령에 따라 마련한 자금과 배를 다른 용도로 쓰자고 제안하기만 해도 사형에 처할 수 있게 한다는 내용이었다. 기원전 431년 가을, 페리클레스는 아테나이 군대를 이끌고 메가라를 침입하였으며, 몇달 뒤(기원전 431년과 430년 겨울)에는 역사적으로 유명한 전몰자 추도 연설을 하였다.

#### 마지막 군사 작전과 죽음
기원전 430년, 스파르타 군대는 두 번째로 아티케를 약탈하였으나, 페리클레스는 이에 굴하지 않고 당초 전략을 밀고 나갔다. 스파르타 군대와 교전하지 않으려 했던 그는 다시 펠로폰네소스 해안을 약탈할 함대를 파견하였는데, 이번에는 그와 함께 100척의 배가 떠났다. 플루타르코스에 따르면, 출항 직전에 일식이 일어나 승무원들이 겁을 먹었는데, 페리클레스는 아낙사고라스에게서 배운 천문학 지식을 이용하여 이들을 안심시켰다고 한다. 그 해 여름에 전염병이 아테나이에 창궐하였다. 이 역병의 정확한 무엇이었는지는 확실하지 않으며, 많은 논란이 되고 있다. 전염병으로 도시가 곤경에 처하면서 다시 대중이 동요하였으며, 페리클레스는 인상적인 마지막 연설로 자신을 변호해야 했는데, 이 내용을 투퀴디데스가 전하고 있다. 이 연설은 기념비적인 것으로 평가되는데, 페리클레스의 덕성과 더불어 동포들의 배은망덕에 대한 쓰라린 마음을 드러내고 있다. 임시방편으로나마 그는 대중의 분노를 억누르고 혼란을 바로잡고자 하였으나, 내부의 정적들이 마지막으로 그를 기소하여 음해하였으며, 이들은 그에게서 장군직을 빼앗고 15~20 탈란톤의 벌금을 물렸다. 고대 기록에는 전쟁 당시 아테나이 정계의 한 주역이었던 클레온이 페리클레스 재판의 검사였다고 한다.
그러나 기원전 429년에 1년 만에 아테나이인들은 페리클레스를 용서하고 다시 그를 스트라테고스로 임명하였다.  그는 아테나이 군대 총사령관으로 복귀하고, 기원전 429년 동안 모든 군사 작전을 이끌었다. 그러나 그 해에 첫 번째 아내가 낳은 적법한 아들인 파랄로스와 크산팁포스가 역병으로 죽는 불운을 당한다. 상심한 그는 눈물을 터뜨려, 아스파시아도 그를 위로할 수 없었다. 페리클레스 자신도 429년 가을에 역병으로 죽고 말았다.

## 주해
1. ↑  페리클레스의 장례 연설은 투키디데스의 《펠로폰네소스 전쟁사》에 수록되어 있다. 투키디데스는 페리클레스의 여러 연설을 기록하면서 실제 행해졌던 연설을 기억에 의존하여 복원하는 것은 한계가 있지만 최대한 그가 실제 말하고자 했던 의미를 살려 썼다고 밝히고 있다. - Thucydides, 1.22
2. ↑  
페리클레스의 출생일은 명확히 기록되어 있지 않다. 기원전 472년 아이스킬로스의 《페르시아인들》를 상연한 것으로 보아 그보다는 이전에 태어난 것이 확실하다. 일부 역사가들은 기원전 498년 이전에 태어났다고 보기도 하지만 페리클레스는 기원전 480년 - 기원전 479년 있었던 그리스-페르시아 전쟁의 기록에는 나타나지 않는 것으로 보아 당시에는 전쟁에 참여할 나이가 되지 않았을 것이다. 출생 연도는 아마도 기원전 491 - 2년 보다는 이전일 것으로 추정된다.
- Fornara-Samons, Athens from Cleisthenes to Pericles, 24–25
- J.K. Davies, Athenian propertied families, 600–300 BC, 457.
3. ↑   플루타르코스는 아가리스테가 클레이스테네스의 손녀라고 기록하고 있다. 그러나 이는 연대기 오류로 조카가 맞다.
4. ↑  고대 그리스에서 폴리스의 가장 부유한 계층이 축제를 기념하여 제공하던 공공 서비스. - Michael Austin, Pierre Vidal-Naquet, Économies et sociétés en Grèce ancienne, Armand Colin, 2007, p. 347. See Socrates's rich Critobulus in Economics (II, 6) Xenophon: "Remissness in respect of any of these charges will be visited upon you by the good citizens of Athens no less strictly than if they caught you stealing their own property."
5. ↑  그리스-페르시아 전쟁 시기를 거치면서 아테나이의 정치 세력은 아리스테이데스와 키몬을 중심으로 하는 귀족파와 테미스토클레스, 에피알테스, 페리클레스 등을 중심으로 하는 민중파로 분열되었다.- 양승태, 《앎과 잘남》, 책세상, 2006년, ISBN 978-89-7013-566-3, 401쪽

## 같이 보기
- 그리스 문화